# U2 360° Tour
 (mai 2020).
Si vous disposez d'ouvrages ou d'articles de référence ou si vous connaissez des sites web de qualité traitant du thème abordé ici, merci de compléter l'article en donnant les références utiles à sa vérifiabilité et en les liant à la section « Notes et références ».
Tournées par U2
Vertigo Tour 
 (2004 - 2006) Innocence + Experience Tour
(2015)
Le U2 360° Tour est une tournée du groupe irlandais U2, débutée le 30 juin 2009 à Barcelone et d'une durée totale de plus de deux ans. Conçue pour promouvoir l'album No Line on the Horizon, certains titres de cet album disparaissent au fil des représentations. La tournée est programmée en Europe, en Amérique du Nord et en Océanie. Elle s'étale sur 110 dates, pour s'achever le 30 juillet 2011 à Moncton, au Canada.
Plusieurs groupes assurent les premières parties de U2, en fonction des dates, tout au long de la tournée :  Muse, Interpol, Jay-Z, Snow Patrol, Black Eyed Peas, Elbow, Glasvegas et Kaiser Chiefs.
La tournée est parrainée par Research In Motion, le fabricant de BlackBerry, qui investit de 7 à 15 millions de dollars dans le U2 360°.
Les images de la tournée pour le DVD sont filmées au stade du Rose Bowl de Pasadena, le 25 octobre 2009, devant 97 014 personnes. Le même concert est diffusé en direct et dans le monde entier sur YouTube.
Longtemps en première position, il s'agit de la seconde tournée qui a généré le plus de recettes de tous les temps, derrière celle d'Ed Sheeran avec son Divide Tour.

## Scène

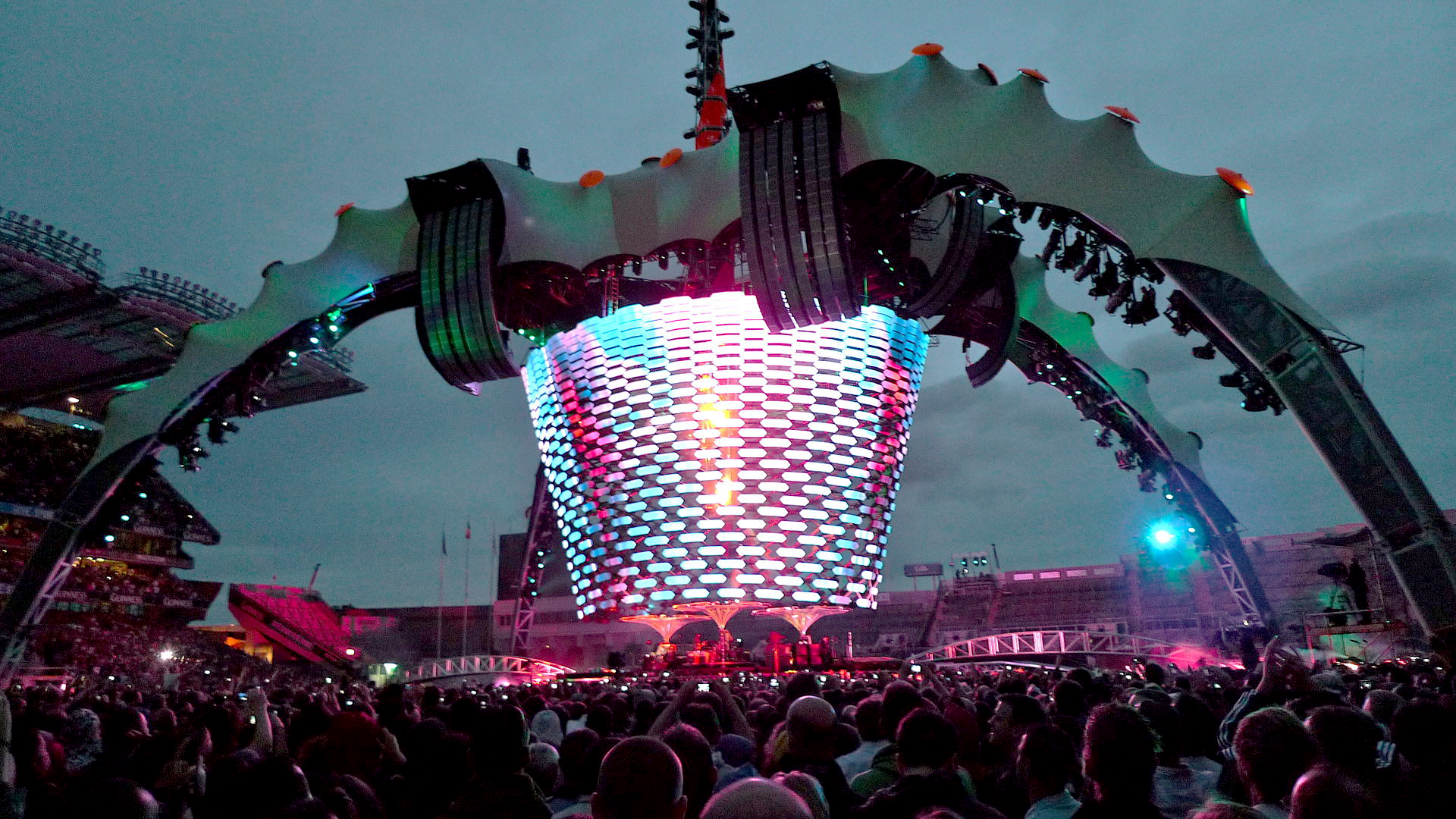
La scène construite pour la tournée est la plus large jamais construite pour des concerts.

Sur le site du 360° tour, on peut voir une vidéo de la scène de la tournée qui a été baptisée « The Claw » (« La Griffe »).
C'est une scène centrale à 360° (d'où le nom de 360° Tour) surplombée par quatre piliers géants formant une sorte de dôme haut de 30 mètres sans compter la grande antenne qui en dépasse et un écran géant à 360° se trouvant sous ce dôme. Chaque pied est doté de 72 subwoofers, et l'ensemble de la structure de la scène et du pourtour des stades est équipé de très nombreux projecteurs lyres pour un lightshow très riche. Trois scènes sont fabriquées pour le 360° Tour, nécessitant 120 camions pour assurer leur transport.
Cette scène augmente de 15 à 20 % la capacité de spectateurs pouvant assister aux concerts. Il n'y a que les stades de football qui peuvent accueillir cette configuration. Willie Williams, qui a travaillé pour chaque tournée de U2 depuis 1982, est encore le designer pour cette tournée. Mark Fisher y travaille comme architecte.

## Ventes

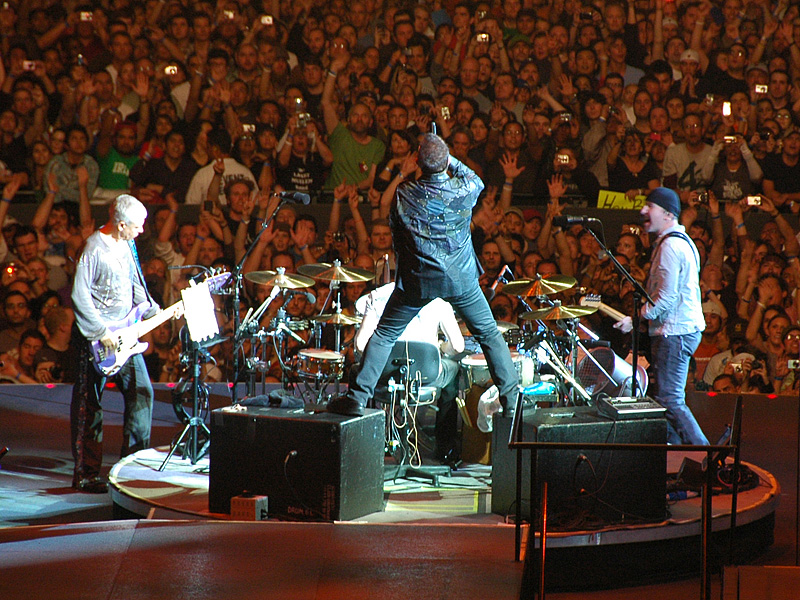
Concert à Arlington, dans le Cowboys Stadium.

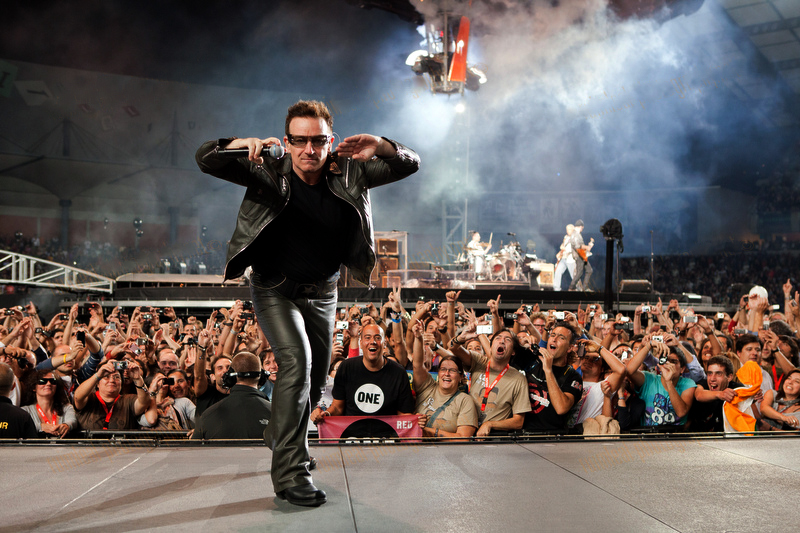
Bono lors du concert au Stade municipal de Coimbra au Portugal, le 2 octobre 2010.

Les dates des concerts sont officiellement annoncées en mars 2009. U2 donne 44 concerts en 2009. La tournée commence à Barcelone, le 30 juin, puis parcourt une grande partie de l'Europe jusqu'au 22 août. La tournée nord-américaine débute le 12 septembre 2009 à Chicago, suivie par deux concerts à Toronto, pour finir le 28 octobre à Vancouver.
Paul McGuinness, le manager de U2, était anxieux pour la vente des places des concerts, à cause de la récession. Il a déclaré plus tard qu’« elle dépasserait probablement la tournée A Bigger Bang  des Rolling Stones, qui a coûté 558 millions de dollars, et qu’elle sera la tournée la plus rentable de tous les temps. Mais en raison des énormes dépenses impliquées, ce ne sera pas le plus gros générateur d’argent. » Le batteur, Larry Mullen Jr., a dit : « Est-ce que cela se vendra ? Qui sait ? Est-ce que la crise économique aura un impact ? Probablement. Mais cela ne nous arrêtera pas. »
Les tickets pour l'Europe sont mis en vente en mars, avec une forte demande. Les concerts à Göteborg, Amsterdam et Milan, sont rapidement complets, aussi une seconde date est ajoutée pour chacun des trois concerts. En sept heures, 650 000 tickets sont vendus : c'est un record. Deux des trois concerts à Dublin sont complets en quelques minutes. Les 90 000 tickets du concert à Barcelone sont vendus en 54 minutes, un record pour un concert en Espagne. Une deuxième date est là aussi ajoutée. Pour la 2e partie européenne de la tournée, les 96 000 places du concert au Stade de France sont vendues en moins de 30 minutes.[réf. nécessaire]

## Liste des titres — Rose Bowl
Concert à Los Angeles, au stade du Rose bowl, devant environ 97 014 spectateurs, le 25 octobre 2009.
Setlist des chansons :  
- Breathe
- Get On Your Boots
- Magnificent
- Mysterious Way
- Beautiful Day
- I Still Haven't Found What I'm Looking For

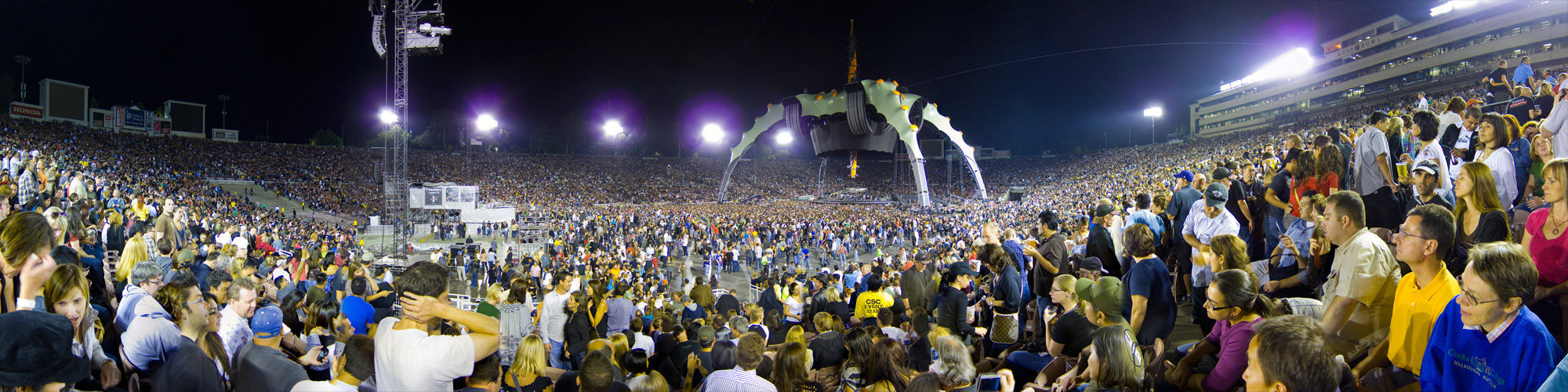
Panoramique lors du concert au stade du Rose Bowl de Pasadena.

- Stuck In The Moment You Can't Get Out Of
- No Line On The Horizon
- Elevation
- In A Little While
- Unknown Caller
- Until The End Of The World
- The Unforgettable Fire
- City of Blinding Lights
- Vertigo
- I'll Go Crazy if I Don't Go Crazy Tonight
- Sunday Bloody Sunday
- MLK
- Walk On
- One
- Where the Streets Have No Name
- Ultra Violet (Light My Way)
- With or Without You
- Moment of Surrender

## Nouveaux titres en fin de tournée
La troisième étape de la tournée entre 2010 et 2011, a vu l'apparition de six chansons inédites : North Star, Glastonbury, l'instrumental Return of the Stingray Guitar, Every Breaking Wave, Mercy et Boy Falls from the Sky, une chanson écrite par Bono et The Edge pour la comédie musicale Spider-Man : Turn Off the Dark.

## Statistiques
Statistiques totales (arrêtées au 11/2011) :[réf. nécessaire]
- Recettes brutes sur la tournée : 736 421 586 $
- Nombre de spectateurs total sur la tournée : 7 272 046
- Recettes brutes par concert : 6 694 742 $
- Entrées moyenne par concert : 66 110 personnes
- Prix moyen du billet : 101,27 $

## Dates et lieux des concerts
Les 108 dates ont été jouées à guichets fermés.
| PARTIE 1 : Europe           |                 |                  |                              |           |                                        |
| Date                        | Ville           | Pays             | Lieu                         | Affluence | Première partie                        |
| 30 juin 2009                | Barcelone       | Espagne          | Camp Nou                     | 182 055   | Snow Patrol                            |
| 2 juillet 2009              | Barcelone       | Espagne          | Camp Nou                     | 182 055   | Snow Patrol                            |
| 7 juillet 2009              | Milan           | Italie           | San Siro                     | 153 806   | Snow Patrol                            |
| 8 juillet 2009              | Milan           | Italie           | San Siro                     | 153 806   | Snow Patrol                            |
| 11 juillet 2009             | Paris           | France           | Stade de France              | 186 544   | Kaiser Chiefs                          |
| 12 juillet 2009             | Paris           | France           | Stade de France              | 186 544   | Kaiser Chiefs                          |
| 15 juillet 2009             | Nice            | France           | Stade Charles-Ehrmann        | 55 641    | Snow Patrol                            |
| 18 juillet 2009             | Berlin          | Allemagne        | Stade olympique              | 88 265    | Snow Patrol                            |
| 20 juillet 2009             | Amsterdam       | Pays-Bas         | Amsterdam ArenA              | 125 866   | Snow Patrol                            |
| 21 juillet 2009             | Amsterdam       | Pays-Bas         | Amsterdam ArenA              | 125 866   | Snow Patrol                            |
| 24 juillet 2009             | Dublin          | Irlande          | Croke Park                   | 243 198   | Glasvegas et Damien Dempsey            |
| 25 juillet 2009             | Dublin          | Irlande          | Croke Park                   | 243 198   | Kaiser Chiefs et Republic of Loose     |
| 27 juillet 2009             | Dublin          | Irlande          | Croke Park                   | 243 198   | The Script et Bell X1                  |
| 31 juillet 2009             | Göteborg        | Suède            | Ullevi                       | 119 297   | Snow Patrol                            |
| 1er août 2009               | Göteborg        | Suède            | Ullevi                       | 119 297   | Snow Patrol                            |
| 3 août 2009                 | Gelsenkirchen   | Allemagne        | Veltins-Arena                | 73 704    | Snow Patrol                            |
| 6 août 2009                 | Chorzów         | Pologne          | Stade de Silésie             | 75 180    | Snow Patrol                            |
| 9 août 2009                 | Zagreb          | Croatie          | Stade Maksimir               | 124 012   | Snow Patrol et The Hours               |
| 10 août 2009                | Zagreb          | Croatie          | Stade Maksimir               | 124 012   | Snow Patrol et The Hours               |
| 14 août 2009                | Londres         | Royaume-Uni      | Stade de Wembley             | 164 244   | Elbow et The Hours                     |
| 15 août 2009                | Londres         | Royaume-Uni      | Stade de Wembley             | 164 244   | Glasvegas et The Hours                 |
| 18 août 2009                | Glasgow         | Royaume-Uni      | Hampden Park                 | 50 917    | Glasvegas et The Hours                 |
| 20 août 2009                | Sheffield       | Royaume-Uni      | Don Valley Stadium           | 49 955    | Elbow et The Hours                     |
| 22 août 2009                | Cardiff         | Royaume-Uni      | Millennium Stadium           | 66 538    | Glasvegas et The Hours                 |
| PARTIE 2 : Amérique du Nord |                 |                  |                              |           |                                        |
| Date                        | Ville           | Pays             | Lieu                         | Affluence | Première partie                        |
| 12 septembre 2009           | Chicago         | États-Unis       | Soldier Field                | 135 872   | Snow Patrol                            |
| 13 septembre 2009           | Chicago         | États-Unis       | Soldier Field                | 135 872   | Snow Patrol                            |
| 16 septembre 2009           | Toronto         | Canada           | Centre Rogers                | 115 411   | Snow Patrol                            |
| 17 septembre 2009           | Toronto         | Canada           | Centre Rogers                | 115 411   | Snow Patrol                            |
| 20 septembre 2009           | Boston          | États-Unis       | Gillette Stadium             | 138 805   | Snow Patrol                            |
| 21 septembre 2009           | Boston          | États-Unis       | Gillette Stadium             | 138 805   | Snow Patrol                            |
| 23 septembre 2009           | New York        | États-Unis       | Giants Stadium               | 161 810   | Muse                                   |
| 24 septembre 2009           | New York        | États-Unis       | Giants Stadium               | 161 810   | Muse                                   |
| 29 septembre 2009           | Washington      | États-Unis       | FedEx Field                  | 84 754    | Muse                                   |
| 1er octobre 2009            | Charlottesville | États-Unis       | Scott Stadium                | 52 433    | Muse                                   |
| 3 octobre 2009              | Raleigh         | États-Unis       | Carter-Finley Stadium        | 55 027    | Muse                                   |
| 6 octobre 2009              | Atlanta         | États-Unis       | Georgia Dome                 | 61 419    | Muse                                   |
| 9 octobre 2009              | Tampa           | États-Unis       | Raymond James Stadium        | 72 688    | Muse                                   |
| 12 octobre 2009             | Arlington       | États-Unis       | Cowboys Stadium              | 70 766    | Muse                                   |
| 14 octobre 2009             | Houston         | États-Unis       | Reliant Stadium              | 58 328    | Muse                                   |
| 18 octobre 2009             | Norman          | États-Unis       | Oklahoma Memorial Stadium    | 50 951    | Black Eyed Peas                        |
| 20 octobre 2009             | Phoenix         | États-Unis       | Univ. of Phoenix Stadium     | 50 775    | Black Eyed Peas                        |
| 23 octobre 2009             | Las Vegas       | États-Unis       | Sam Boyd Stadium             | 42 213    | Black Eyed Peas                        |
| 25 octobre 2009             | Los Angeles     | États-Unis       | Rose Bowl                    | 97 014    | Black Eyed Peas                        |
| 28 octobre 2009             | Vancouver       | Canada           | BC Place Stadium             | 63 802    | Black Eyed Peas                        |
| PARTIE 3 : Europe           |                 |                  |                              |           |                                        |
| Date                        | Ville           | Pays             | Lieu                         | Affluence | Première partie                        |
| 6 août 2010                 | Turin           | Italie           | Stade olympique              | 42 441    | Kasabian                               |
| 10 août 2010                | Francfort       | Allemagne        | Commerzbank-Arena            | 53 825    | Kasabian                               |
| 12 août 2010                | Hanovre         | Allemagne        | AWD-Arena                    | 56 494    | Kasabian                               |
| 15 août 2010                | Horsens         | Danemark         | CASA Arena Horsens           | 69 886    | Snow Patrol                            |
| 16 août 2010                | Horsens         | Danemark         | CASA Arena Horsens           | 69 886    | Snow Patrol                            |
| 20 août 2010                | Helsinki        | Finlande         | Stade olympique d'Helsinki   | 106 360   | Razorlight                             |
| 21 août 2010                | Helsinki        | Finlande         | Stade olympique d'Helsinki   | 106 360   | Razorlight                             |
| 25 août 2010                | Moscou          | Russie           | Stade Loujniki               | 60 496    | Snow Patrol                            |
| 30 août 2010                | Vienne          | Autriche         | Stade Ernst-Happel           | 69 253    | OneRepublic                            |
| 3 septembre 2010            | Athènes         | Grèce            | Stade olympique d'Athènes    | 82 622    | Snow Patrol                            |
| 6 septembre 2010            | Istanbul        | Turquie          | Stade olympique Atatürk      | 54 278    | Snow Patrol                            |
| 11 septembre 2010           | Zurich          | Suisse           | Stade du Letzigrund          | 90 349    | OneRepublic                            |
| 12 septembre 2010           | Zurich          | Suisse           | Stade du Letzigrund          | 90 349    | OneRepublic                            |
| 15 septembre 2010           | Munich          | Allemagne        | Stade olympique de Munich    | 76 150    | OneRepublic                            |
| 18 septembre 2010           | Paris           | France           | Stade de France              | 96 540    | Interpol                               |
| 22 septembre 2010           | Bruxelles       | Belgique         | Stade Roi Baudouin           | 144 338   | Interpol                               |
| 23 septembre 2010           | Bruxelles       | Belgique         | Stade Roi Baudouin           | 144 338   | Interpol                               |
| 26 septembre 2010           | Saint-Sébastien | Espagne          | Stade d'Anoeta               | 47 721    | Interpol                               |
| 30 septembre 2010           | Séville         | Espagne          | Stade olympique de Séville   | 76 159    | Interpol                               |
| 2 octobre 2010              | Coimbra         | Portugal         | Stade municipal de Coimbra   | 109 985   | Interpol                               |
| 3 octobre 2010              | Coimbra         | Portugal         | Stade municipal de Coimbra   | 109 985   | Interpol                               |
| 8 octobre 2010              | Rome            | Italie           | Stade olympique              | 75 847    | Interpol                               |
| PARTIE 4 : Océanie          |                 |                  |                              |           |                                        |
| Date                        | Ville           | Pays             | Lieu                         | Affluence | Première partie                        |
| 25 novembre 2010            | Auckland        | Nouvelle-Zélande | Mount Smart Stadium          | 93 519    | Jay-Z                                  |
| 26 novembre 2010            | Auckland        | Nouvelle-Zélande | Mount Smart Stadium          | 93 519    | Jay-Z                                  |
| 1er décembre 2010           | Melbourne       | Australie        | Etihad Stadium               | 105 312   | Jay-Z                                  |
| 3 décembre 2010             | Melbourne       | Australie        | Etihad Stadium               | 105 312   | Jay-Z                                  |
| 8 décembre 2010             | Brisbane        | Australie        | Suncorp Stadium              | 85 745    | Jay-Z                                  |
| 9 décembre 2010             | Brisbane        | Australie        | Suncorp Stadium              | 85 745    | Jay-Z                                  |
| 13 décembre 2010            | Sydney          | Australie        | ANZ Stadium                  | 107 155   | Jay-Z                                  |
| 14 décembre 2010            | Sydney          | Australie        | ANZ Stadium                  | 107 155   | Jay-Z                                  |
| 18 décembre 2010            | Perth           | Australie        | Subiaco Oval                 | 108 706   | Jay-Z                                  |
| 19 décembre 2010            | Perth           | Australie        | Subiaco Oval                 | 108 706   | Jay-Z                                  |
| PARTIE 5 : Afrique          |                 |                  |                              |           |                                        |
| Date                        | Ville           | Pays             | Lieu                         | Affluence | Première partie                        |
| 13 février 2011             | Johannesbourg   | Afrique du Sud   | FNB Stadium                  | 94 232    | Amadou et Mariam, Springbok Nude Girls |
| 18 février 2011             | Le Cap          | Afrique du Sud   | Cape Town Stadium            | 72 532    | Amadou et Mariam, Springbok Nude Girls |
| PARTIE 6 : Amérique du Sud  |                 |                  |                              |           |                                        |
| Date                        | Ville           | Pays             | Lieu                         | Affluence | Première partie                        |
| 25 mars 2011                | Santiago        | Chili            | Estadio Nacional             | 77 765    | Muse                                   |
| 30 mars 2011                | La Plata        | Argentine        | Stade Ciudad de La Plata     | 172 029   | Muse                                   |
| 2 avril 2011                | La Plata        | Argentine        | Stade Ciudad de La Plata     | 172 029   | Muse                                   |
| 3 avril 2011                | La Plata        | Argentine        | Stade Ciudad de La Plata     | 172 029   | Muse                                   |
| 9 avril 2011                | São Paulo       | Brésil           | Morumbi                      | 269 491   | Muse                                   |
| 10 avril 2011               | São Paulo       | Brésil           | Morumbi                      | 269 491   | Muse                                   |
| 13 avril 2011               | São Paulo       | Brésil           | Morumbi                      | 269 491   | Muse                                   |
| PARTIE 7 : Amérique du Nord |                 |                  |                              |           |                                        |
| Date                        | Ville           | Pays             | Lieu                         | Affluence | Première partie                        |
| 11 mai 2011                 | Mexico          | Mexique          | Stade Azteca                 | 282 978   | Snow Patrol                            |
| 14 mai 2011                 | Mexico          | Mexique          | Stade Azteca                 | 282 978   | Snow Patrol                            |
| 15 mai 2011                 | Mexico          | Mexique          | Stade Azteca                 | 282 978   | Snow Patrol                            |
| 21 mai 2011                 | Denver          | États-Unis       | Invesco Field                | 77 918    | The Fray                               |
| 24 mai 2011                 | Salt Lake City  | États-Unis       | Rice-Eccles Stadium          | 47 710    | The Fray                               |
| 29 mai 2011                 | Winnipeg        | Canada           | Stade Canad Inns             | 47 190    | The Fray                               |
| 1er juin 2011               | Edmonton        | Canada           | Stade du Commonwealth        | 66 835    | The Fray                               |
| 4 juin 2011                 | Seattle         | États-Unis       | Qwest Field                  | 69 439    | Lenny Kravitz                          |
| 7 juin 2011                 | Oakland         | États-Unis       | Oakland Coliseum             | 64 829    | Lenny Kravitz                          |
| 17 juin 2011                | Anaheim         | États-Unis       | Angel Stadium                | 105 955   | Lenny Kravitz                          |
| 18 juin 2011                | Anaheim         | États-Unis       | Angel Stadium                | 105 955   | Lenny Kravitz                          |
| 22 juin 2011                | Baltimore       | États-Unis       | M&T Bank Stadium             | 74 557    | Florence and the Machine               |
| 26 juin 2011                | East Lansing    | États-Unis       | Spartan Stadium              | 63 824    | Florence and the Machine               |
| 29 juin 2011                | Miami           | États-Unis       | Sun Life Stadium             | 72 569    | Florence and the Machine               |
| 2 juillet 2011              | Nashville       | États-Unis       | Vanderbilt Stadium           | 46 857    | Florence and the Machine               |
| 5 juillet 2010              | Chicago         | États-Unis       | Soldier Field                | 64 297    | Interpol                               |
| 8 juillet 2011              | Montréal        | Canada           | Hippodrome de Montréal       | 162 466   | Interpol                               |
| 9 juillet 2011              | Montréal        | Canada           | Hippodrome de Montréal       | 162 466   | Interpol                               |
| 11 juillet 2011             | Toronto         | Canada           | Centre Rogers                | 58 420    | Interpol                               |
| 14 juillet 2011             | Philadelphie    | États-Unis       | Lincoln Financial Field      | 72 389    | Interpol                               |
| 17 juillet 2011             | St. Louis       | États-Unis       | Busch Stadium                | 52 273    | Interpol                               |
| 20 juillet 2011             | New York        | États-Unis       | New Meadowlands Stadium      | 88 491    | Interpol                               |
| 23 juillet 2011             | Minneapolis     | États-Unis       | TCF Bank Stadium             | 59 843    | Interpol                               |
| 26 juillet 2011             | Pittsburgh      | États-Unis       | Heinz Field                  | 55 823    | Interpol                               |
| 30 juillet 2011             | Moncton         | Canada           | Magnetic Hill Music Festival | 66 823    | Arcade Fire                            |
| TOTAUX                      | TOTAUX          | TOTAUX           | TOTAUX                       | 7 272 046 |                                        |